# 越戸川
越戸川（こえどがわ）は、埼玉県和光市及び朝霞市を流れる一級河川。荒川水系で新河岸川の支流である。

## 地理
陸上自衛隊朝霞駐屯地の埼玉県朝霞市から和光市にまたがる七ッ釜の湧水（現在は暗渠化され地上からは確認できない）を水源とし、埼玉県和光市本町の県道109号線（旧川越街道）の北側から地上に姿を現す。すぐに東京メトロ和光検車区の一部を暗渠にて通過してから、再び地上を東京メトロ和光検車区の敷地に沿うように流れ、東武東上線を越えて和光市新倉を流れて支流の谷中川と合流し、朝霞市下内間木で新河岸川へ合流する。
上流は両岸が高く谷底を流れるような景観となっており、水流も早い。谷中川と合流する中流から下流はほぼ平坦な地形で、川の流れも緩やかになる。
岸辺はほぼ全域で高さのあるコンクリート護岸となっている他、フェンスなどで立ち入りを制限されている。
埼玉県の水辺再生100プラン事業の下、支流の谷中川との合流部より下流赤池橋までの区間で、護岸を整備し親しみやすい川へ向けた整備が行われた。また、赤池橋より下流が越戸川赤池親水公園として整備されている。

## 治水
周辺の新河岸川、谷中川、白子川とともに洪水指定河川に指定されている。2001年9月に新河岸川への合流点付近で洪水が発生した。

## 環境
高度経済成長期には周辺部の宅地化が進行したことにより生活排水が流入し水質が非常に悪化したが、周辺部の下水道網の整備が進んだことや、元々湧水が多いことなどから近年は水質が大幅に改善されており、近年では鮎の遡上も確認されている。しかし殆ど全域でコンクリート護岸となっており、自然の浄化作用は期待できない。また、多くのゴミが投棄されているほか、川底から多くのメタンガスの噴出が見られるなど、必ずしも清流に戻ったわけではない。

## 流域の自治体
埼玉県
和光市、朝霞市

## 橋梁

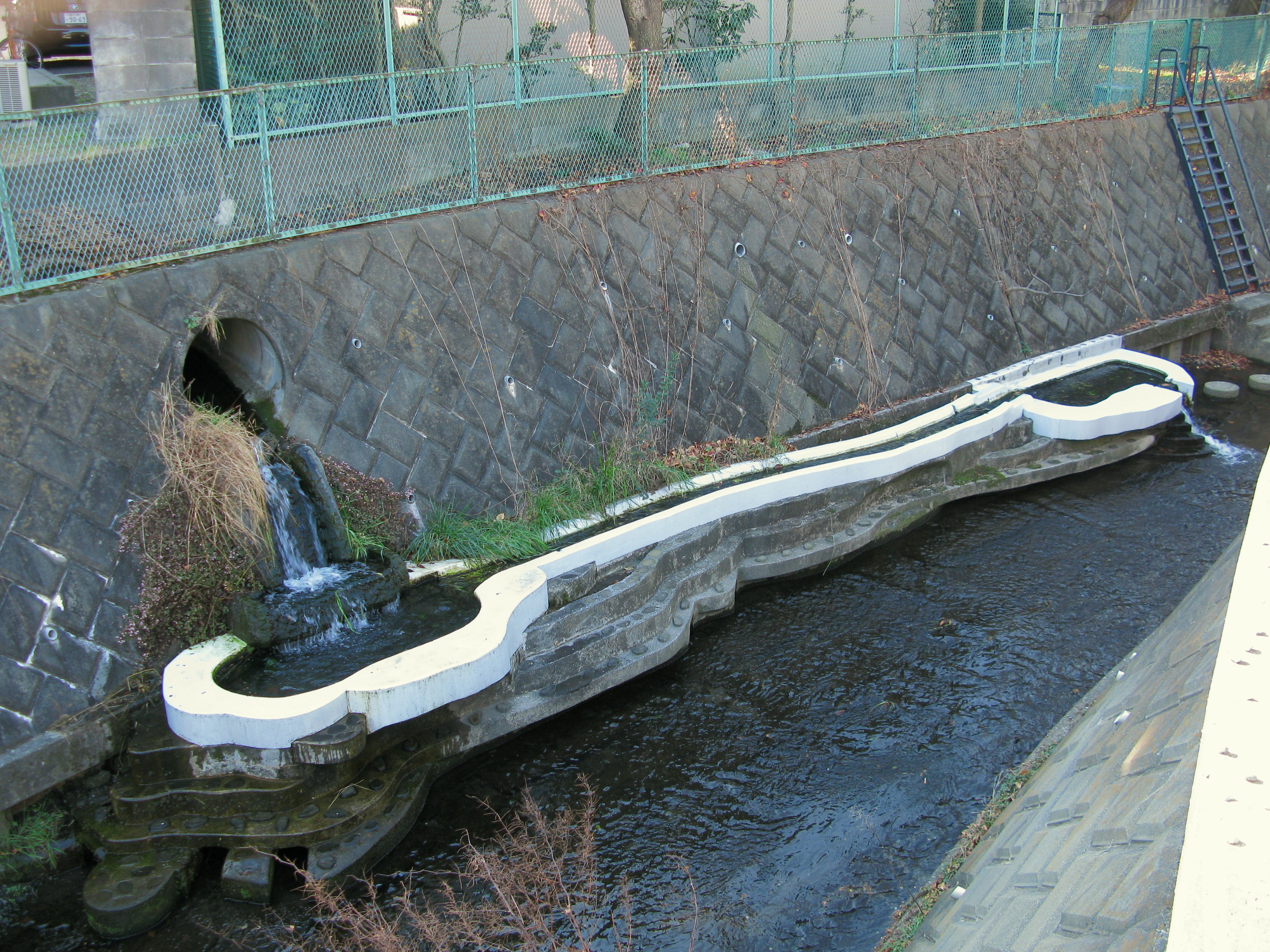
当川流域の湧水の一つ、強清水

- 埼玉県道109号新座和光線（これより上流は暗渠）
- 名称不明
- 名称不明
- （東京メトロ 和光検車区の一部を暗渠にて通過）

- 東武東上線
- 越戸仲町橋
- 越戸橋（埼玉県道112号和光志木線）
- 流山橋（歩行者専用）
- こわしみず橋

- 陽光橋
- 朝陽橋
- 山彦橋（歩行者専用）
- 日の出橋
- 上谷津橋

- 谷津橋（歩行者専用）
- 下谷津橋（歩行者専用）
- 赤池歩道橋（歩行者専用）
- 赤池橋

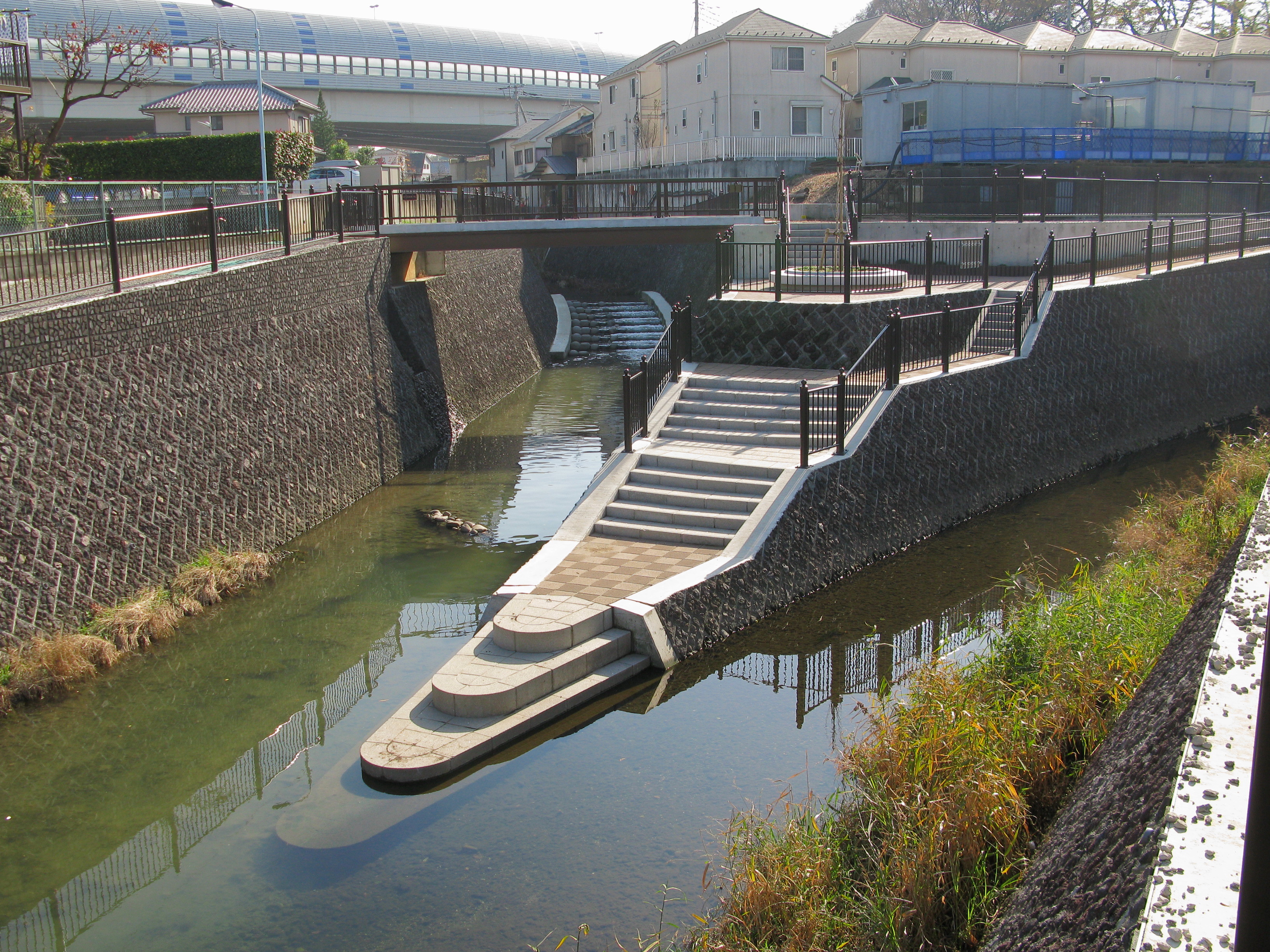
谷中川と越戸川の合流点

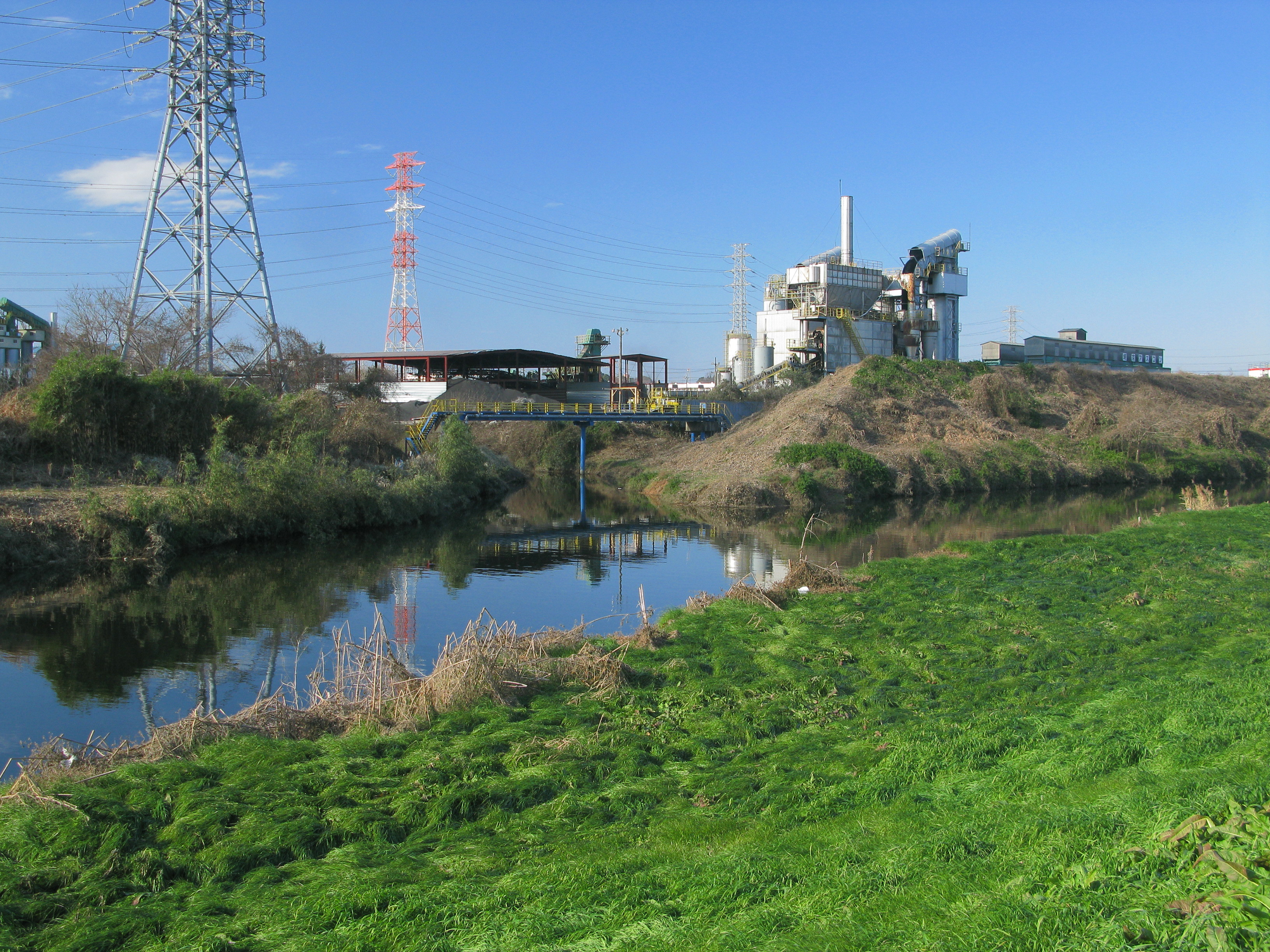
越戸川と新河岸川の合流点

- 東和橋（新）（国道254号和光富士見バイパス，上下線別）
- 東和橋（古）

## 支流など
- 谷中川 - 和光市を流れる支流、和光樹林公園付近から流れており、一部小川が再現されている。理化学研究所の中を流れ、東武東上線より北側から姿を現し、越戸川に合流するまでの延長は約1.7km。

- 強清水（こわしみず） - 越戸川流域にある湧き水。親孝行をした息子の「酒泉伝説・強清水」がある [3]。
- 広沢の池 - 朝霞市にある湧き水を利用したため池。越戸川の水源の1つ。越戸橋（埼玉県道112号和光志木線）の少し上流で、越戸川に合流する。

## 生物
和光市の調査によりアユ、コイ、マハゼ、メダカ、カダヤシ、ボラ、ギンブナ、ヌマチチブなどの生息が確認されている。
また、ミシシッピアカミミガメも多数生息している。また、強清水の湧水付近に、準絶滅危惧種のチャイロカワモズクが生息している。